# Inna Eftimova
Inna Liubomira Eftimova (en bulgare Инна Ефтимова), né le 19 juillet 1988 à Sofia, est une athlète bulgare. Elle est spécialiste du 100 mètres et du 200 mètres.

## Carrière
Elle mesure 1,68 m pour 57 kg.
Eftimova a participé aux Championnats du monde en 2007 et en 2011, aux Jeux Olympiques en 2008 ainsi qu'aux Championnats du monde juniors en 2006 sans jamais atteindre la finale.
Toutefois, elle a été médaillée d'argent et de bronze sur 100m et 200m respectivement aux Championnats d'europe juniors en 2007.
En mai 2012, Eftimova a été contrôlée positive à la somatotropine (une hormone de croissance) et ne pourra donc pas participer aux Jeux Olympiques, pénalisant lourdement le relais bulgare dont elle était un membre indispensable.

## Records
| Épreuve | Épreuve   | Temps              | Lieu    | Date            |
| ------- | --------- | ------------------ | ------- | --------------- |
| 60 m    | En salle  | 7 s 24             | Athènes | 25 février 2009 |
| 100 m   | Plein air | 11 s 20 (-1,2 m/s) | Plovdiv | 9 juillet 2011  |
| 200 m   | Plein air | 22 s 94 (+1,7 m/s) | Sofia   | 30 juin 2008    |
| 200 m   | En salle  | 24 s 03            | Liévin  | 10 février 2009 |